# Chicago Lawn

Situation de Chicago Lawn dans la ville de Chicago

Chicago Lawn est l'un des 77 secteurs communautaires de la ville de Chicago aux États-Unis.